# هاريس (مغن راب)
هاريس (بالألمانية: Harris)‏ هو رابر ألماني، ولد في 1976 في برلين في ألمانيا.